# Suctobelbella kaliurangensis
Suctobelbella kaliurangensis är en kvalsterart som beskrevs av Hammer 1979. Suctobelbella kaliurangensis ingår i släktet Suctobelbella och familjen Suctobelbidae. Inga underarter finns listade i Catalogue of Life.